# Charles Magnusson (hotelldirektör)
För filmproducenten, se Charles Magnusson (1878–1948).
Charles Mauritz Magnusson, född 9 augusti 1900 i Göteborgs Kristine församling i Göteborgs och Bohus län, död 4 januari 1980 i Djursholm, Danderyds församling i Stockholms län, var en svensk hotelldirektör.
Charles Magnusson var son till förmannen Axel Magnusson och Maria Nordlund. Han studerade hotellbranschen i Finland, Danmark, Tyskland, Frankrike och England. Han var våningschef vid hotell Phoenix i Köpenhamn, hovmästare vid PUB AB, förste hovmästare vid Kastenhof och restaurangchef vid Falsterbohus. År 1931 blev han innehavare av Eden Hotel AB i Stockholm, där han var hotelldirektör. Vid pensioneringen överlät han verksamheten till sin son.
Åren 1929–1939 var han gift med Nikolina Teresia Johansson, som blev känd som solochvåraren Inez Magnusson. Åren 1940–1950 var han sedan gift med Greta Johansson (1898–1994) och fick sonen Christer Magnusson (1940–1992) som gifte sig med TV-hallåan Lotta Magnusson och blev far till komikern Peter Magnusson.
Charles Magnusson är begravd i familjegrav på Solna kyrkogård.